# Irma Monti-Baldini
Irma Monti-Baldini (Viena, 14 de juliol de 1863- Trieste, 28 de setembre de 1935) fou una mezzosoprano i soprano dramàtica operística italiana.

## Biografia
El 1890 interpretà al Teatro Politeama de Pisa el paper de a Casilda de l'òpera Ruy Blas de Filippo Marchetti i el de Preziosilla de La forza del destino de Giuseppe Verdi.
Va participar en la temporada d'hivern 1891-1892 del Gran Teatre del Liceu de Barcelona, debutant el 10 de novembre de 1891 en el paper d'Amneris de l'òpera Aida de Verdi, un paper que al llarg de la temporada cantarien també en aquest teatre Teresa Arkel i Nadina Bulicioff, al costat de Carme Bonaplata que va interpretar el paper principal. Va participar també en l'òpera Lucrezia Borgia de Donizetti, a partir del 12 de desembre. Va marxar després a Itàlia, on 1892 va cantar al Teatro Politeama de Gènova el paper principal de l'òpera Carmen de Georges Bizet, que va repetir el mateix any al Teatro Costanzi de Roma sota la direcció d'Arturo Toscanini. Es aquest teatre romà havia participat en l'estrena mundial de l'òpera Gualterio Swarten d'Andrea Gnaga el 15 de novembre de 1892, cantant el paper d'Azzela, sota la direcció de Toscanini, i més tard ho faria en l'òpera La forza del destino, com a Preziosilla, també amb Toscanini com a director.
El 1893 va tornar a cantar Carmen, ara al Teatro Paganini de Gènova i va fer la temporada del Teatro Real de Madrid, on va participar en les òperes Gli Ugonotti de Giacomo Meyerbeer, en el paper del patge Urbain, La Gioconda d'Amilcare Ponchielli, en el paper de Laura, Rigoletto de Verdi, en el paper de Maddalena, Manon Lescaut de Giacomo Puccini, La jolie fille de Perth de Puccini, Linda di Chamounix de Gaetano Donizetti, Mefistofele d'Arrigo Boito, Falstaff de Verdi i Die Meistersinger von Nürnberg de Richard Wagner. El 20 d'agost va cantar al Teatro Riccardi de Bèrgam en la primera representació de la segona versió de Mignon d'Ambroise Thomas.
Els anys 1894 i 1895 va participar en les temporades del Teatro Politeama Garibaldi de Palerm. L'any 1894 va participar al Teatre Olympia de París en una pantomima amb el títol de Mauvais rêve, amb música de Rufolf Berger.
L'any 1896 va cantar al Teatre Wielki Gran Òpera de Varsòvia en Maria di Rohan de Gaetano Donizetti al costat de Mattia Battistini, així com en el paper de Maddalena de l'òpera Rigoletto de Verdi, la Leonora de La Favorita de Donizetti i el patge Urbain de Gli Ugonotti de Meyerbeer, en aquesta obra al costat d'Emma Zilli i Regina Pacini. Va tornar el 1897 per a cantar el paper d'Ulrica de Un ballo in maschera de Verdi i participar en Demon d'Anton Rubinstein. El 1899 va cantar de nou en aquest teatre, ara com a Ulrica de Un ballo in maschera i com a Leonora de La Favorita.
El 1896 va aparèixer a l'Òpera d'Odessa com al patge Urbain de Gli Ugonotti de Meyerbeer.
El 1899 va cantar al Teatro Costanzi de Roma el paper de Laura de La Gioconda i el de Marta-Pantalis de Mefistofele.
El gener de 1903 va cantar al Teatro Drammatico de Verona el paper de la princesa de Bouillon de Adriana Lecouvreur de Francesco Cilea, que va repetir al Teatro Comunale de Bolonya el mes de maig, a més de cantar també en aquest teatre el paper de veu de la musa mare de Hofmann i de Nicklaus de I racconti di Hoffmann (Les contes d'Hofmann) de Jacques Offenbach. El paper de la princesa de l'òpera Adriana Lecouvreur el va cantar també a Florència, al Teatro della Pergola, el mes d'abril de 1903. El gener de 1904 va començar l'any justament amb aquesta obra, al Teatro Grande de Brescia. El 1904 a La Scala de Milà va cantar el paper de Maddalena de Rigoletto de Verdi, Siebel de Faust de Charles Gounod i Bertrade de Grisélidis de Jules Massenet, al costat de Titta Ruffo. El 12 de juny de 1904 va participar en una de les primeres representacions de l'oratori Il Giudizio Universale amb música de Lorenzo Perosi en la Sala della Ragione de Pàdua. Aquesta obra s'havia estrenat el 8 d'abril de 1904 al Teatro Costanzi de Roma. El 7 d'octubre era el torn d'una altra obra religiosa de Perosi, la Risurrezione di Cristo, en aquest cas a Treviso, durant les festes de celebració del 6è centenari de la mort del papa Benet XI.
El 1905 cantà al Teatro Carlo Felice de Gènova el paper de princesa Bouillon d'Adriana Lecouvreur. El mateix any va aparèixer a l'Òpera Italiana d'Holanda com a Carmen, de l'òpera de Bizet. En les temporades 1905-1906 al Teatro San Carlo de Nàpols com a Ulrica d'Un ballo in maschera, com a Maddalena de Rigoletto, com a Suzuki de Madama Butterfly de Puccini i com a Mignon a l'òpera del mateix nom d'Ambroise Thomas. El 15 de març de 1906 va cantar en la primera representació al Teatro San Carlo de Nàpols de l'òpera Amica de Pietro Mascagni, en el paper de Maddalena.
Per la temporada 1906-1907 va viatjar als Estats Units d'Amèrica contractada per la San Carlo Opera Company de l'empresari Henry Russell. El novembre de 1906 va debutar amb el paper principal de Carmen al teatre French Opera House de Nova Orleans, al costat del basc Florencio Constatino com a Don José i del valencià Andreu Perelló de Segurola com a Escamillo. Formaven part també de la companyia, entre molts altres, la soprano Lillian Nordica i la mezzosoprano Erina Borlinetto. El gener de 1907 va participar a Nova Orleans en l'estrena als EUA d'Adriana Lecouvreur, de nou en el paper de princesa Bouillon. Els seus companys en aquella ocasió van ser Tarquinia Tarquini, Florencio Constantino i Andreu Perelló de Segurola. El juny de 1907 va participar amb la companyia Royal Italian Grand Opera Company en una producció de Carmen a Nova York, a l'Acadèmia de Música. Uns dies més tard va interpretar amb la mateixa companyia i al mateix teatre La favorita. Durant aquestes gires va participar també en altres òperes, com ara La Gioconda (26 de gener de 1907 a Nova Orleans, el febrer a Kansas City), Faust (29 de gener a Nova Orleans, el febrer a Chicago) i Rigoletto (19 de febrer a Chicago, el març a Los Angeles).
Va començar l'any 1908 contractada per la The Van Der Berg Grand Opera Company al Canadà, com a cantant més destacada de la companyia. El febrer va interpretar el paper d'Azucena d'Il trovatore. Uns dies més tard va interpretar Carmen i el 30 de març es presentava com a Rosina de Il barbiere di Siviglia de Gioachino Rossini al New Majestic Theatre de Perth Amboy, Nova Jersey, una obra que va representar el diferents teatres i ciutats dels EUA al llarg de tot l'any 1908.
Retirada dels escenaris, va continuar participant el alguns concerts al llarg dels següents anys. Va marxar a viure a París, apareixent el seu nom arran d'un concert de 1913, oferint concerts matinals a casa seva i al llistat d'artistes adherits als Amics de París de gener de 1914, que indicava que vivia llavors a l'avinguda del Coronel-Bonnet. El 1915 apareix el nom de Monti-Baldini en un concert organitzat a París a benefici de les viudes i òrfens dels Garibaldins morts en Argonne, entre altres concert benèfics. El juny de 1917 tornà a participar en un altre concert de similar característiques a París, en aquest cas a benefici de les famílies dels mobilitzats de la colònia italiana de París. El juny de 1919 va participar a París, a una sala de l'ambaixada italiana, en una representació de la versió renovada de l'òpera Il capitan Fracassa del compositor italià Mario Costa. El gener de 1922 va participar en un altre acte social, cantant a casa de la comtessa de Laigue.
Irma Monti-Baldini fou la padrina de l'escriptora Míriam Parera (Myriam de Béarn, 1924-1998), filla del compositor Antoni Parera (1890-1970).